# Смартфон
Смартфон или паметни телефон (енгл. smartphone) је мобилни телефон који садржи могућности личног дигиталног помоћника и мобилног телефона. Данашњи модели обично служе и као преносиви медијски плејери и камере с екранима осетљивим на додир високе резолуције, као веб-прегледачи који могу приступити и исправно приказати стандардне веб-странице а не само оне прилагођене за мобилне уређаје, затим GPS навигацију, Wi-Fi и мобилни широкопојасни приступ. Израз паметан телефон, иако недоречен као назив и превод, описује телефоне са више напредних рачунарских могућности него што их имају обични ("глупи") телефони, иако разлика може бити нејасна и не постоји званична дефиниција шта чини разлику међу њима. Дефиниције се такође мењају с временом јер многи обични телефони сада имају могућности које су паметни телефони имали у прошлости.
Далеко најзаступљенији оперативни системи на овим уређајима су  и iOS, док су остали оперативни системи (Symbian, Windows Phone, Palm OS и други) заступљени у занемарљивом проценту.
Пет највећих произвођача су Samsung, Huawei, Honor, Apple, Xiaomi и Oppo. Остали већи произвођачи су Lenovo, Motorola, LG, HTC, Nokia, Alcatel, TCL и други.